# Třebenice (Ústí nad Labem)
Třebenice (in tedesco Trebnitz) è una città della Repubblica Ceca facente parte del distretto di Litoměřice, nella regione di Ústí nad Labem.